# 三日月町 (兵庫県)
三日月町（みかづきちょう）は、兵庫県南西部（西播磨地方）にあった町。本項では町制前の名称である三日月村（みかづきむら）についても述べる。
2005年10月1日、佐用町・上月町・南光町と合併し、新たに佐用町となったため消滅した。

## 地理
兵庫県の西播磨地方に位置している。

## 歴史
江戸時代には当初池田家姫路藩の領地であった。平福藩立藩後はその領地となり、その後山崎藩領、天領等を経て、1697年（元禄10年）、三日月藩が立藩。1万5千石の城下町として森家9代170年の治世の後、維新を迎えた。維新後は三日月県、姫路県（飾磨県）を経て兵庫県の所属となり現在に至る。
- 1889年（明治29年）4月1日 - 町村制施行に伴い佐用郡三日月村が成立。
- 1934年（昭和9年） 町制施行、三日月町が発足。
- 1955年（昭和30年）3月31日 - 三日月町と大広村が合併して三日月町となる。
- 2005年（平成17年）10月1日 - 佐用町、南光町、上月町と合併して（新）佐用町が発足し、消滅。

## 行政
町長
- 小笹耕作

## 姉妹都市
- 小城郡三日月町 （現小城市） - 佐賀県
  - 1995年（平成7年）4月10日姉妹都市提携

## 地域

### 教育
現在はすべて佐用町立となっている。
- 三日月町立三日月小学校
- 三日月町立三日月中学校

## 交通

### 鉄道
- 西日本旅客鉄道
  - 姫新線 三日月駅

### 道路
- 国道
  - 国道179号
- 都道府県道
  - 兵庫県道28号上郡三日月線
  - 兵庫県道154号千種新宮線
  - 兵庫県道433号塩田三日月線

## 名所・旧跡・観光スポット・祭事・催事
名所・旧跡
- 三日月陣屋跡
- 済露山高蔵寺（播磨西国十番札所）
- 最明寺 木造北条時頼坐像（国の重要文化財）
- 大ムク（日本一の大きさ）
- 播磨科学公園都市
  - SPring-8（世界最高性能の放射光施設）

観光・レジャー
- 三方里山公園
- 味わいの里三日月
- けんこうの里三日月

祭事・催事
- 三日月ふるさと祭り
- 日限地蔵尊夏祭

## 名産品
- 三日月高原ブドウ
- 三日月高原ワイン
- もち大豆みそ